# Bulgan járás (Észak-Hangáj)
Bulgan járás (mongol nyelven: Булган сум) Mongólia Észak-Hangáj tartományának egyik járása. Területe 3100 km². Népessége kb. 2434 fő.
Székhelye Bulgín dendzs (Булгийн дэнж), mely 40 km-re fekszik Cecerleg tartományi székhelytől.